# Ghost rider: Esperit de venjança
Ghost rider: Esperit de venjança (títol original Ghost Rider: Spirit of Vengeance) és una pel·lícula estatunidenca del 2012 dirigida per Brian Taylor i Mark Neveldine i protagonitzada per Nicolas Cage. És la primera pel·lícula des de Punisher 2: Zona de guerra (2008) que s'estrena amb la marca Marvel Knights. És la seqüela de Ghost rider: El motorista fantasma (2012). Ha estat doblada al català.

## Argument
Vuit anys després dels esdeveniments de San Venganza, en Johnny Blaze (Nicolas Cage), àlies Ghost Rider, aïllat a Romania, intenta desfer-se de la seva maledicció. Un dia rep la visita d'en Moreau (Idris Elba), un home que li demana de salvar en Danny (Fergus Riordan), un nen capturat per en Roarke (Ciarán Hinds), el Diable, que el vol fer servir per ressuscitar el seu fill Satan.
Li proposa a canvi de purificar la seva ànima per enviar el dimoni que té dins a l'infern. Una proposició que en Johnny accepta, però les coses es compliquen quan els homes d'en Roarke els segueixen.

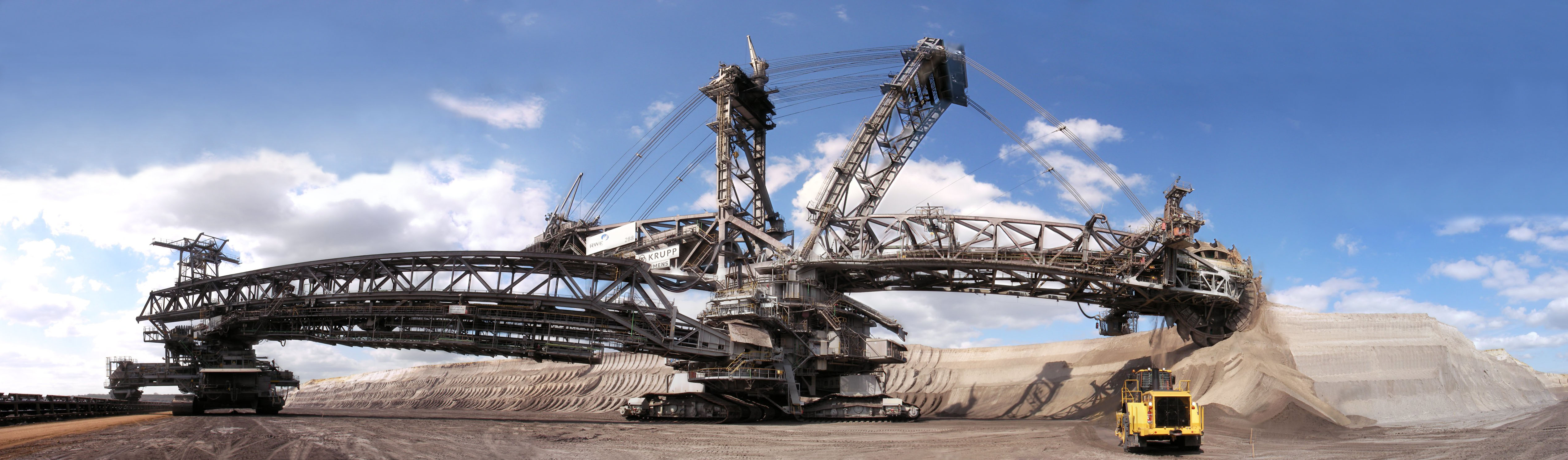
El Rider en la pel·lícula utilitza un vehicle especial: el Bagger 288, el vehicle terrestre més gran al món.

## Producció

### Preproducció
El 14 de juliol de 2010 es confirmà que Nicolas Cage tornaria a la seqüela i que tant Mark Neveldine com Bryan Taylor estaven en negociacions per dirigir-la. Aquell mateix mes el protagonista revelà que les primeres escenes es filmarien al novembre. Mentrestant, Eva Mendes confessà que preferiria dedicar-se a altres papers i que només faria un petit paper en aquesta pel·lícula.

### Rodatge
Des del novembre del 2010 Marvel acordà amb el govern turc gravar en alguns llocs de les illes d'Alamern i Notben, on es gravaren pel·lícules com Missió: Impossible i sèries com Supernatural.
Columbia Pictures volgué en aquesta segona part reduir costs respecte de la primera pel·lícula. Londres substituí Austràlia com a seu central del rodatge, tot i que alguns decorats també es muntaren als estudis de cinema de la ciutat australiana. El nombre de dies de filmació també es reduí de 110-120 a 94. Moltes escenes del guió foren retallades o eliminades a causa del seu elevat cost.
El rodatge començà el 19 de novembre del 2010 a Turquia. Es dugué a terme simultàniament entre Turquia, el Regne Unit, Romania i Nova York.